# Чжан Бинлинь
Чжан Бинлинь (кит. трад. 章炳麟, пиньинь Zhāng Bǐnglín, известен также под именем Чжан Тайянь (кит. трад. 章太炎, пиньинь Zhāng Tàiyán); 12 января 1869 — 14 июня 1936) — китайский философ, филолог и просветитель, деятель революционного движения. После Синьхайской революции, свергнувшей последнюю императорскую династию Цин, перешёл на консервативные позиции. Идеолог китайского национализма, составитель первой систематической этимологии китайских иероглифов, занимался исторической фонологией китайского языка, создатель фонетической стенографии, которая легла в основу чжуиня. Один из первых пропагандистов социологии в Китае.

## Происхождение. Ранняя биография
Чжан Бинлинь родился в посёлке Цанцяньжэнь в 25 км от Ханчжоу, в семье, которая жила в этом селении 500 лет подряд. Прадед — Чжан Цзюнь — составил капитал в 1 миллион лянов и владел 1000 му земли. Будучи знатоком конфуцианской доктрины, он вложил деньги в образование и владел частной школой, а также основал школу для обучения детей клана Чжан, в котором насчитывалось более 300 человек. Дед — Чжан Цзянь — был страстным библиофилом и собрал более 5000 цзюаней редких сунских, юаньских и минских сочинений. На жизнь он зарабатывал медицинской практикой. Отец — Чжан Шусянь — посвятил себя чиновничьей карьере, но считался хорошим знатоком литературы, особенно поэзии. Во время Тайпинского восстания семья разорилась, к моменту рождения Бинлиня осталось только 100 му земли.
Бинлинь был третьим, младшим сыном, но выделялся способностями даже на фоне старших братьев, которые оба получили степень цзюйжэнь. С 9-летнего возраста его обучением занимался дед по материнской линии — Чжу Юцянь, который специально для этого переехал из Хайяня. Именно он привил внуку глубокий интерес к классической китайской филологии и истории. От деда же он узнал о Ван Фучжи и Гу Яньу — учёных-патриотах, боровшихся с маньчжурским завоеванием. С 13-летнего возраста образованием Бинлиня занялся отец, обучавший его стихосложению и искусству экзаменационных сочинений. В отрочестве он особенно полюбил архаический язык гувэнь, овладев им, он охладел к экзаменационным сочинениям; он много читал, руководствуясь списком, составленным отцом.
В 16 лет Чжан Бинлинь попытался сдать уездные экзамены, но внезапно у него начались головокружения, заканчивавшиеся обмороками, — болезнь, преследовавшая его всю жизнь. Отец запретил ему подготовку к экзаменам, и Бинлинь обратился к даосским трактатам Дао дэ цзин и Чжуан-цзы. К 17 годам, одолев бо́льшую часть классического канона, Чжан Бинлинь принял решение никогда не участвовать в государственных экзаменах.

## Образование. Участие в реформаторском движении
Отец скончался, когда Бинлиню был 21 год. После этого он поступил в обучение к Юй Юэ (1821—1907) — редактору Академии Ханьлинь, который содержал частное училище-академию на берегу озера Сиху. В 1892 году, в возрасте 23 лет, Бинлинь по воле матери женился на госпоже Ван (её имени он никогда не упоминал в автобиографии и переписке). У супругов родилось трое дочерей, которым Бинлинь дал имена из редко употребляемых иероглифов Ли (кит. 㸚), Чжо (кит. 叕) и Чжан (кит. 㠭). В 1895 году умерла мать, а на следующий год, проведя в академии Юй Юэ семь лет, Бинлинь закончил обучение.
В 1890—1893 годах Чжан Бинлинь написал свою первую работу — «Комментарий к классическим книгам», в которой давал пояснения о произношении и значении иероглифов, составляющих древнейшие части конфуцианского канона. Всего за 7 лет обучения Бинлинь написал 4 объёмные работы, из которых опубликована была всего одна. На его метод комментирования огромное влияние оказали историко-филологические труды Кан Ювэя, о чём он писал в автобиографии. В 1895 году он вступил в Общество усиления государства, основанное Кан Ювэем, а в 1896 году Лян Цичао пригласил его сотрудничать в журнале «Современные задачи» (Ши у бао). Несмотря на неудовольствие учителя, Чжан Бинлинь переехал с семьёй в Шанхай. Однако найти общего языка с последователями Кан Ювэя он так и не смог: интерпретация древнего канона не была научной, а, кроме того, лидер реформаторов никогда не был для него авторитетом. Конфликты между Лян Цичао, Май Мэнхуа и Чжан Бинлинем в буквальном смысле доходили до драк. В 1897 году Чжан Бинлинь вернулся в Ханчжоу, возмущённый самообожествлением Кан Ювэя, а также его лояльностью к маньчжурской власти; на жизнь он зарабатывал писанием статей сразу для трёх периодических изданий. В политическом отношении он испытал разочарование в конфуцианстве и стал переходить на позиции легизма.
Весной 1898 года Чжан Бинлиня пригласил наместник Хубэя и Хунани Чжан Чжидун, рассчитывая сделать его редактором журнала, но отношения между ними не сложились. В период «ста дней реформ» Бинлинь жил в Шанхае, сотрудничая в журналах и редактируя переводы на китайский язык Спенсера. После разгрома реформаторского движения осенью 1898 года Чжан Бинлинь попал в проскрипционные списки и принял приглашение японских властей переехать на Тайвань. Младшую дочь взял себе на воспитание его бездетный старший брат. 4 декабря 1898 года Чжан Бинлинь прибыл в Тайбэй.

### Тайвань и Япония
На Тайване Чжан Бинлинь устроился в редакцию газеты Тайвань жи жи синьбао (кит. 台灣日日新報), она выходила шесть раз в неделю на китайском и японском языках. В этом издании вышли в свет 25 работ просветителя, в том числе огромная — на несколько номеров — статья о развитии естественных наук на Востоке. Язык, которым писал Чжан Бинлинь, был непонятен большинству читателей и вызывал нарекания: он принципиально не использовал иероглифов, которых не было в словарях до эпохи Тан (VII—X вв.). Помимо популяризации науки, он много писал и на другие темы, в том числе политические. Содержание его статей показывает, что он пытался защищать Кан Ювэя от нападок консерваторов и в тот период ещё допускал сохранение в Китае маньчжурской монархии при условии проведения конституционных реформ.
Пребывание на Тайване оказалось непродолжительным: губернатор Тайваня обнаружил в одной из статей Чжана критику японской администрации, дело закончилось разносом главному редактору и выговором Бинлиню. Обиженный мыслитель немедленно принял предложение Лян Цичао работать в газете «Вестник чистых обсуждений» (кит. 清議報) и в июне 1899 года переехал в Иокогаму. Здесь он напечатал несколько стихотворений и две большие статьи, в том числе «О микробах». В Иокогаме произошло первое знакомство Чжан Бинлиня с Сунь Ятсеном, однако в автобиографии он писал об этом очень сдержанно, указывая, что в тот раз взаимопонимания они не нашли. В личной переписке он сообщал, что его насторожила тенденция объединения революционеров-радикалов со сторонниками реформы, за что ратовал Лян Цичао. Не слишком высоко он оценивал и личные качества будущего вождя китайской революции. Прожив в Японии три месяца, в сентябре 1899 года Чжан Бинлинь возвратился в Шанхай.

### Разрыв с реформаторами
В Шанхае Чжан Бинлинь встречался с учеником Кан Ювэя — Тан Цайчаном, который готовил антиправительственное вооружённое восстание. Хотя вскоре он переехал в Ханчжоу, но активно публиковался в двух шанхайских газетах, защищая Кан Ювэя. В декабре 1899 года мыслитель вновь переехал в Шанхай, где жил прямо в редакции газеты Ядун шибао (кит. 亞東時報), в которой работал. Здесь он написал статью «Различие между современными и древними текстами», направленную против учёного Ляо Цзипина, но косвенно критиковавшую Кан Ювэя. Главным объектом критики стало идолопоклонство перед Конфуцием. В январе 1900 года Бинлинь подготовил первое собрание своих сочинений — 50 статей, не публиковавшихся раньше. Сборник был датирован 238 годом со дня ликвидации династии Мин.
После подавления Ихэтуаньского восстания Тан Цайчан начал активные действия и в июне 1900 года провозгласил независимость провинций Хунань и Хубэй. Однако эти действия преследовали совершенно конкретную цель — сохранение Цинской династии и возвращение реальной власти императору Гуансюй, находившемуся под домашним арестом. Чжан Бинлинь не одобрял этих действий, хотя несколькими месяцами ранее подписал петицию, авторы которой требовали того же самого. Взамен Бинлинь публично объявил своё негативное отношение к маньчжурской династии:

Я сказал [Тан] Цайчану: «Тот, кто действительно стремится добиться возрождения славы ханьцев, не должен колебаться и упускать случай. Если же вы хотите спасти трон, то у меня другие интересы». Поэтому я отрезал косу, чтобы показать свой разрыв [с ними].
Порвав с Армией независимости Тан Цайчана, Чжан Бинлинь стал искать собственный путь спасения Китая. В июне 1900 года он написал Ли Хунчжану меморандум, в котором излагал свой план автономизации провинций Южного Китая и предлагал Ли возглавить движение за независимость этих провинций. Поскольку эти планы были проигнорированы, Бинлинь вернулся в родную деревню. После разгрома Армии независимости и гибели Тан Цайчана Чжан Бинлинь 10 дней скрывался в буддийском монастыре, но, поскольку его никто не разыскивал, поехал в Шанхай. В марте 1901 года он устроился преподавателем в американском миссионерском колледже, причём работал бесплатно, живя за счёт журналистики. Тогда же он встретился с отошедшим от дел учителем Юй Юэ, которому тогда исполнилось 80 лет. Учитель остался на непримиримо консервативных позициях, выразил крайнее недовольство Чжаном и его воззрениями и официально исключил его из круга своих учеников. Сам Чжан Бинлинь писал, что разрыв с учителем произошёл по принципиальным мотивам: Юй Юэ обвинил его в бесчеловечности, непочтительности к могилам предков и неверности императору.
В 1901 году Чжан Бинлинь опубликовал несколько статей, явно направленных против Лян Цичао, и однозначно заявил, что Цинская династия должна быть свергнута из-за неспособности маньчжуров к управлению. В статье «Корректирую теорию мести маньчжурам» Чжан Бинлинь сформулировал теорию национализма и обосновал необходимость революции. Также он заявил о расовом различии между китайцами и маньчжурами, которое препятствует их взаимопониманию; целью революции является изгнание маньчжуров из Китая, а не полное уничтожение.
Вероятно, Чжан Бинлинь, преподавая в американском колледже, не скрывал своих взглядов. Свою отставку он описывал в автобиографии так:

Первого числа первого месяца У Цюаньсуй… посетил меня. «Я слышал, что вы в американском колледже на лекциях не сдержанны. Губернатор Цзянсу Энь Мин направил в институт проверяющего, а миссионеры сказали, чтобы он уехал. Опасаюсь беды. Поскорее бегите в Японию».

## Революционная деятельность

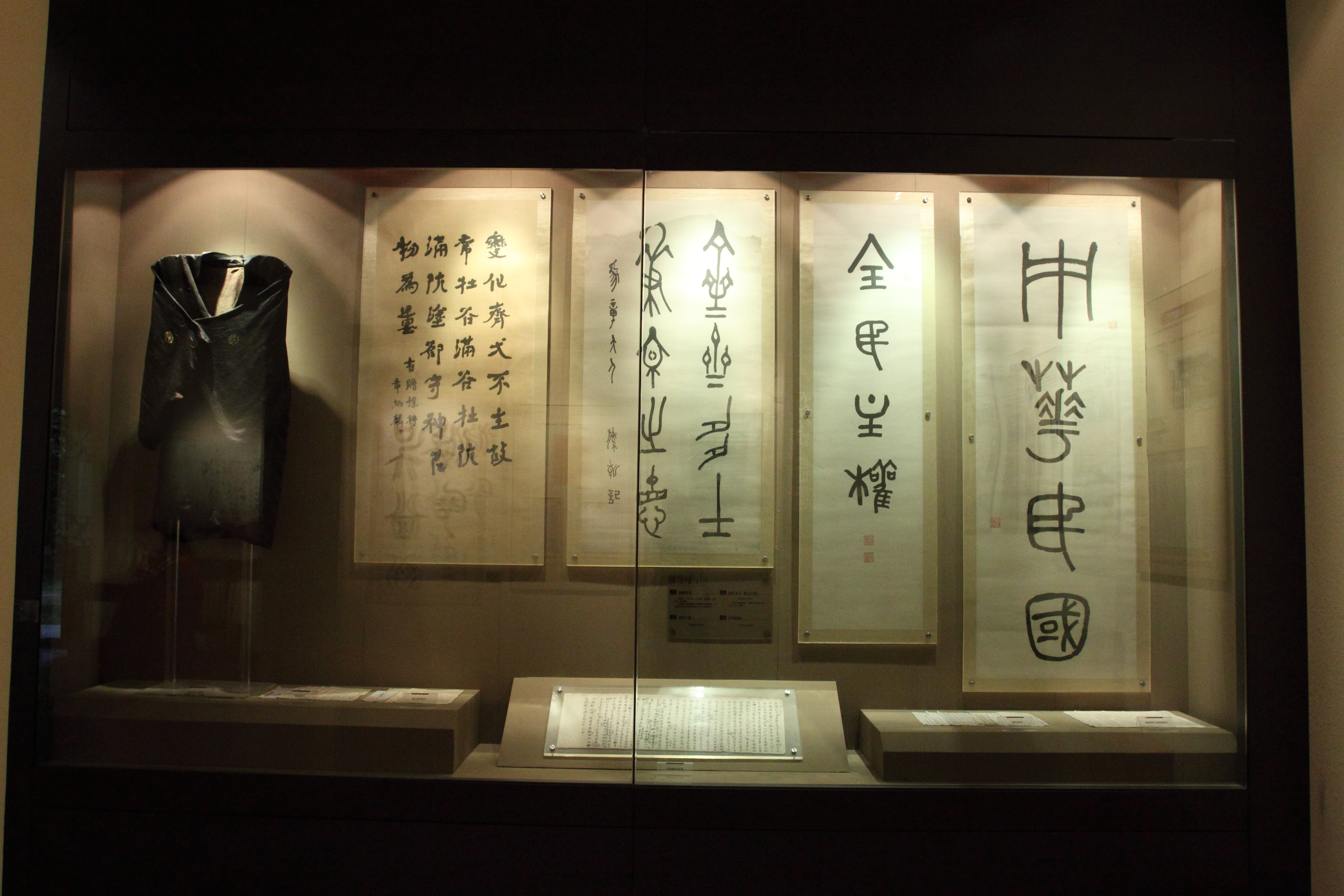
Образцы каллиграфии Чжан Бинлиня в древнем стиле, экспонированные в доме-музее в Ханчжоу. Слева — его кимоно

### Три месяца в Японии
В начале 1902 года Чжан Бинлинь прибыл в Токио, где поселился в общежитии китайских студентов, зарабатывая себе на жизнь редактированием рукописей, присылаемых в газету. Именно с этого времени начались дружеские отношения его с Сунь Ятсеном, который, как и ряд других видных китайских оппозиционеров, находился в Японии. Чжан пришёл к выводу, что только Лян Цичао и Сунь Ятсен способны возглавить борьбу за спасение Китая. В результате Чжан Бинлинь предложил организовать митинг против маньчжурской власти, и его поддержали все направления эмигрантов. Он был посвящён «242-летней годовщине гибели Китая». Митинг был назначен на 27 апреля 1902 года, но о нём узнал посол Цинской империи в Японии Цай Цзюн, который, имея на руках прокламации Чжан Бинлиня, лично прибыл в МИД Японии и добился запрета митинга. 26 апреля десять устроителей мероприятия — и Чжан Бинлинь — получили повестки в полицию. Чжан Бинлинь, зная японский язык, взялся отвечать за всех на допросе, который проводил начальник полицейского участка. Он вёл себя крайне вызывающе, на вопрос о провинции Цинского государства, откуда он родом, ответил: «Мы китайцы, а не подданные Цинского государства», и так далее. Тем не менее, они не подверглись аресту, но митинг был официально запрещён. Не предупреждённые о запрете студенты пришли и были разогнаны полицией, а Сунь Ятсен вместе с 60-ю человеками почтил память последнего минского императора в ресторане.

### Проект «Всеобщей истории Китая»
Прожив три месяца в Японии, Чжан Бинлинь вернулся в Китай. Он отверг предложения о сотрудничестве нескольких журналов, в том числе «Просвещение», но в июле 1902 года написал Лян Цичао, что собирается составить «Всеобщую историю Китая» (кит. 中國通史). Объём сочинения был огромен — 100 цзюаней, не менее 700 000 иероглифов. Изложил он и план сочинения: 5 собраний официальных документов (правление императоров, административное устройство), 12 хроник (образ жизни, религия, наука); 10 «записок» (политическая история); 8 монографий (отдельно о Цинь Шихуанди, ханьском У-ди, танском Тай-цзуне, Чжао Куанъине, Чжу Юаньчжане и других). Этот многоплановый труд он предполагал написать всего за год; обладая огромной эрудицией и памятью, он мог писать целые главы без привлечения справочной литературы и источников. Чжан Бинлинь считал традиционный китайский, сюжетный метод более научным, чем европейский хронологический. Написать труд так и не удалось, но проспект книги и её обоснования для издателя были опубликованы в собрании его сочинений.

### Педагогика и пропаганда
В августе 1902 года в Шанхае вышла «Социология» Кисимото Нобуты в переводе Чжан Бинлиня с его же предисловием. Это было первое переводное сочинение по социологии, опубликованное в Китае. Переехав на год в родную деревню, Чжан стал активно изучать западные философские концепции, особенно одобрительно относясь к трудам Г. Спенсера. В тот же период мыслитель овдовел, но точная дата в источниках не зафиксирована. В мае 1903 года Чжан Бинлинь вернулся в Шанхай, где он познакомился с Цай Юаньпэем — основателем Общества просвещения Китая. Для реализации своей просветительской программы Общество открыло в английской концессии Высшее Патриотическое училище (кит. 愛國學省). Чжана пригласили туда преподавать китайскую филологию на третьем и четвёртом курсах. На занятиях он вёл активную антиманьчжурскую пропаганду, одной из её форм было то, что Бинлинь предлагал студентам писать свои автобиографии в жанре и стиле бэнь цзи — придворных императорских анналов. Национализм его в то время перерос в ксенофобию: он враждебно относился к изучению студентами английского языка.
Преподаватели Патриотического училища еженедельно выступали с публичными лекциями в парке Чжанъюань, причём лекции превращались в митинги на темы патриотизма и революции; активное участие в них принимал и Чжан Бинлинь. Материалы его лекций публиковались в журнале «Мир молодёжи», где увидело свет, например, «Опровержение учения Кан Ювэя о революции». Кан Ювэй проповедовал родство маньчжуров и ханьцев и полагал, что в Китае невозможно осуществить революцию и республиканскую форму правления; если же их всё-таки реализовать, воцарится хаос, который не будет иметь аналогов в мировой истории. Эти взгляды категорически противоречили доктрине Чжан Бинлиня.

### Арест и заключение
12 и 13 июня 1903 года в газете «Су бао» вышла статья «Опровергаю критику революции», написанная совместно Чжан Бинлинем и его коллегами. В статье выражалась надежда, что в случае начала революции великие державы поддержат свержение маньчжурской династии и восстановление национальной независимости ханьцев. В результате наместник Вэй Гуандао направил в Шанхай комиссара; из шестерых участников публикации были арестованы Чжан Бинлинь и Цзоу Жун (30 июня и 1 июля); остальные предпочли скрыться. 7 июля были закрыты и газета, и Патриотическое училище. Чжан Бинлинь публично заявил, что собирается принести себя в жертву, причём шанхайская пресса его не одобряла.
Цинские власти попытались перевести Чжан Бинлиня и Цзоу Жуна в Пекин, но общественность восприняла это как попытку расправы. Вообще судебный процесс способствовал повышению авторитета революционеров в Китае. Однако иностранные консулы Шанхая не позволили вывезти арестованных из сеттльмента, суд был международным. Поначалу Чжан Бинлинь был приговорён к пожизненному заключению, но вскоре дело было пересмотрено, и он получил 3 года каторжных работ с высылкой из Шанхая после отбытия наказания. Родственники и ученики добились для Чжана разрешения читать и вести записи, снабжали его книгами. В тюрьме в нём пробудился интерес к буддизму, и он усердно штудировал сутры, зачастую читая от отбоя до побудки. Днём он работал в швальне: шил следки и арестантские робы, но вскоре его перевели делать шаблоны для иероглифов, которыми метили одежду заключённых. Под конец срока он получил место кашевара, которое позволяло красть продукты и лучше питаться. Тем не менее, условия заключения были тяжёлыми: узники содержались в одиночных камерах, продовольственные посылки не разрешались, даже книги передавались только без переплёта. В тюрьме свирепствовал туберкулёз, от которого незадолго до освобождения скончался Цзоу Жун.
Заключённый Чжан Бинлинь приносил много хлопот администрации: вёл себя крайне воинственно, регулярно дрался с заключёнными и охранниками, объявлял недельную голодовку. Его воспоминания о заключении были опубликованы в 1907 году. 29 июня 1906 года срок заключения кончился, на это Чжан отреагировал шуткой: «Мне сейчас выходить? Но ведь читать книги можно и здесь». У ворот тюрьмы его встречала большая группа коллег и учеников, а также Цай Юаньпэй, который должен был встретить его по просьбе Сунь Ятсена и доставить в Японию. В тот же день он сел на пароход.

## Эмиграция

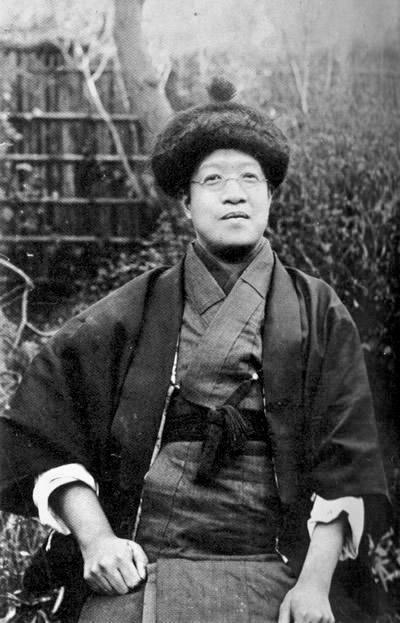
Чжан Бинлинь в Японии

15 июля в честь Чжан Бинлиня, прибывшего в Токио, был организован торжественный банкет, причём у дверей гостиницы его встречали более 2000 студентов. Чжан произнёс речь, «полную глубокого сокровенного смысла». В этой речи он напрямую увязывал процесс исторического развития на Востоке и на Западе с распространением мировых религий — христианства и буддизма. Исторический процесс имеет троичную природу, то есть все стадии общественного и духовного развития имеют три ступени, например, в духовном отношении человечество последовательно проходит этапы пантеизма и монотеизма, чтобы смениться атеизмом. В случае перескакивания через ступень прогрессивной социальной системы не получится: помешают явления, свойственные системе на два порядка ниже по развитию. Собственно о содержании понятия «революция» Чжан Бинлинь почти не упоминал.
В Японии Чжан был сразу принят в ряды Тунмэнхуэя и немедленно стал главным редактором журнала «Минь бао». Из 26 вышедших номеров Чжан Бинлинь лично отредактировал 16 (не считая отдельного альманаха «Кара Неба»), причём № 22 и 24 целиком состояли из его материалов, опубликовал 80 собственных статей. В Японии он стал пользоваться литературным псевдонимом Чжан Тайянь, который позднее превратил в собственное имя. В своих статьях он активно полемизировал с последователями Кан Ювэя и Лян Цичао, но стремился придать полемике спокойный, академический характер. Он активно проповедовал анархические идеи, окрашенные в буддийские тона, излагал теорию эволюции, пропагандировал учение Сунь Ятсена.
На первых порах Чжан Бинлинь и Сунь Ятсен активно сотрудничали, Чжан вошёл в руководящий состав Тунмэнхуэя и был одним из соавторов «Революционной стратегии». Одновременно с политической деятельностью он основал «Общество возрождения национальных наук», читая там лекции по философии, литературе, политической науке, неоконфуцианству, истории Китая. Он также преподавал на курсах по изучению социализма, основанных в 1907 году анархистами Чжан Цзи и Лю Шипэем. К концу 1908 года курсы прекратили своё существование. Чжан Бинлинь читал лекции прямо в редакции журнала, там же он и жил. В октябре 1908 года японские власти закрыли журнал «Минь бао» за публикацию статьи, оправдывающей индивидуальный террор. После этого рассматривались проекты переезда издательства в США или во Францию, всё закончилось ссорой Чжана с остальными членами партии Сунь Ятсена.
26 ноября 1908 года в Токио состоялся суд над Чжан Бинлинем, которого защищали два адвоката, у здания суда собралось более 600 сочувствующих. Суд приговорил его к штрафу в 115 иен, платить которые он отказался. 3 марта 1909 года он был арестован и направлен на принудительные работы сроком в 115 дней, но Лу Синь собрал необходимую сумму и выкупил учителя. Вскоре после этого произошёл инцидент: в помещении редакции бывшего журнала «Минь бао» оказался чайник с отравленным чаем. Чжан Бинлинь счёл это попыткой покушения, обвинил в нём цинского посла Тан Шаои и попытался немедленно с ним расквитаться. Поскольку посла не было в Токио, Чжан купил его портрет и публично растоптал.

## Возвращение в Китай. Политическая деятельность

### Синьхайская революция
О начале Синьхайской революции Чжан Бинлинь узнал 11 октября 1911 года из газет. Он немедленно забросил все дела (он преподавал тогда в училище для эмигрантов) и через неделю опубликовал «Манифест китайской революции», в котором набросился с бранью на маньчжуров и, не колеблясь, провозгласил себя республиканцем. 11 ноября 1911 года вместе с группой студентов Чжан вернулся на родину. В день его прибытия в Шанхай — 16 ноября — Юань Шикай был назначен имперским премьер-министром, к тому времени независимость провозгласили 14 провинций Цинской империи из 18. В Нанкине тогда была проведена конференция по вопросу временного главы правительства, одним из претендентов на эту должность был Ли Юаньхун, которого поддерживал Чжан. После того, как 25 декабря временным президентом был избран Сунь Ятсен, Ли Юаньхун стал вице-президентом.
Примечательна позиция, занятая в эти дни Чжан Бинлинем, — он опубликовал в тяньцзиньской газете статью «О ликвидации революционной партии», ибо был врагом партийно-представительской системы, полагая, что революционеры, придя к власти, не станут печься о благополучии народа, а только о своих личных интересах. Сунь Ятсен ответил критической статьёй, в которой имя Чжана не упоминалось, но одновременно пригласил его в своё правительство тайным советником. Чжан принял это приглашение, но в последний момент остался в Шанхае. Одновременно он попытался создать Союз по объединению Китайской республики, который в марте 1912 года слился с Партией единства.
Пришедший к власти в качестве президента Юань Шикай стремился привлечь на свою сторону популярных общественных деятелей, поэтому Чжан Бинлинь получил приглашение в Пекин на должность советника и в мае 1912 года переехал в столицу. Однако разногласия между Юанем и Чжаном оказались чрезмерно велики. После провозглашения независимости Монголии Чжан Бинлинь 25 ноября в Пекине создал Союз коренных реформ, официальное провозглашение которого было объявлено в газетах 1 декабря. В учредительной речи Чжан Бинлинь дословно заявил следующее:

Революционеры — это бандиты, а конституционалисты — проститутки
Юань Шикай явно стал стремиться отделаться от беспокойного советника, поэтому его сначала назначили генеральным инспектором Янцзы, а потом перевели инспектором по охране Трёх восточных провинций (Маньчжурии). В начале марта 1913 года он прибыл к месту назначения — в Чанчунь, предполагая развернуть широкую программу реформ. Он основал торгово-промышленный банк, выкупил золотые рудники в казну и перевёл валюту на золотой стандарт, а также организовал свободный размен бумажных денег на серебро. Он также затеял строительство канала между реками Сунхуацзян и Ляохэ, полагая, что это будет дешевле строительства железной дороги. Однако денег в казне не было, поэтому Чжан Бинлинь начал переговоры с западными державами о займе в 5 млн юаней, при условии, что кредиторы не будут посягать на суверенитет китайских территорий.
20 марта 1913 года накануне открытия парламента (в котором большинство получила партия Сунь Ятсена Гоминьдан) по приказу Юань Шикая был убит Сун Цзяожэнь, который был основным конкурентом Юаня на президентских выборах — президента тогда избирал в Китае парламент. Чжан Бинлинь немедленно выехал в Пекин, а Гоминьдан провозгласил начало второй революции — уже против Юань Шикая. Восстановив отношения с Сунь Ятсеном, Чжан Бинлинь не изменил своего мнения о политической системе: проанализировав личности революционных вождей, он пришёл к выводу, что ни один из них не годится для государственной деятельности; более-менее приемлемой для него была кандидатура Ли Юаньхуна. Чжан даже ездил к нему в мае в Учан, чтобы уговорить баллотироваться на пост президента; Ли отказался. В ответ Юань Шикай наградил Чжан Бинлиня орденом Основателя республики; после награждения Чжан повесил его на веер и отправился в президентский дворец с требованием аудиенции. Когда ему отказали, он устроил скандал. Чжан уехал после этого в Шанхай, а в июне официально отказался от поста инспектора Трёх восточных провинций и присоединился к карательному походу армии Хуан Сина, провозглашённому в Нанкине 16 июля 1913 года.

### Женитьба. Арест

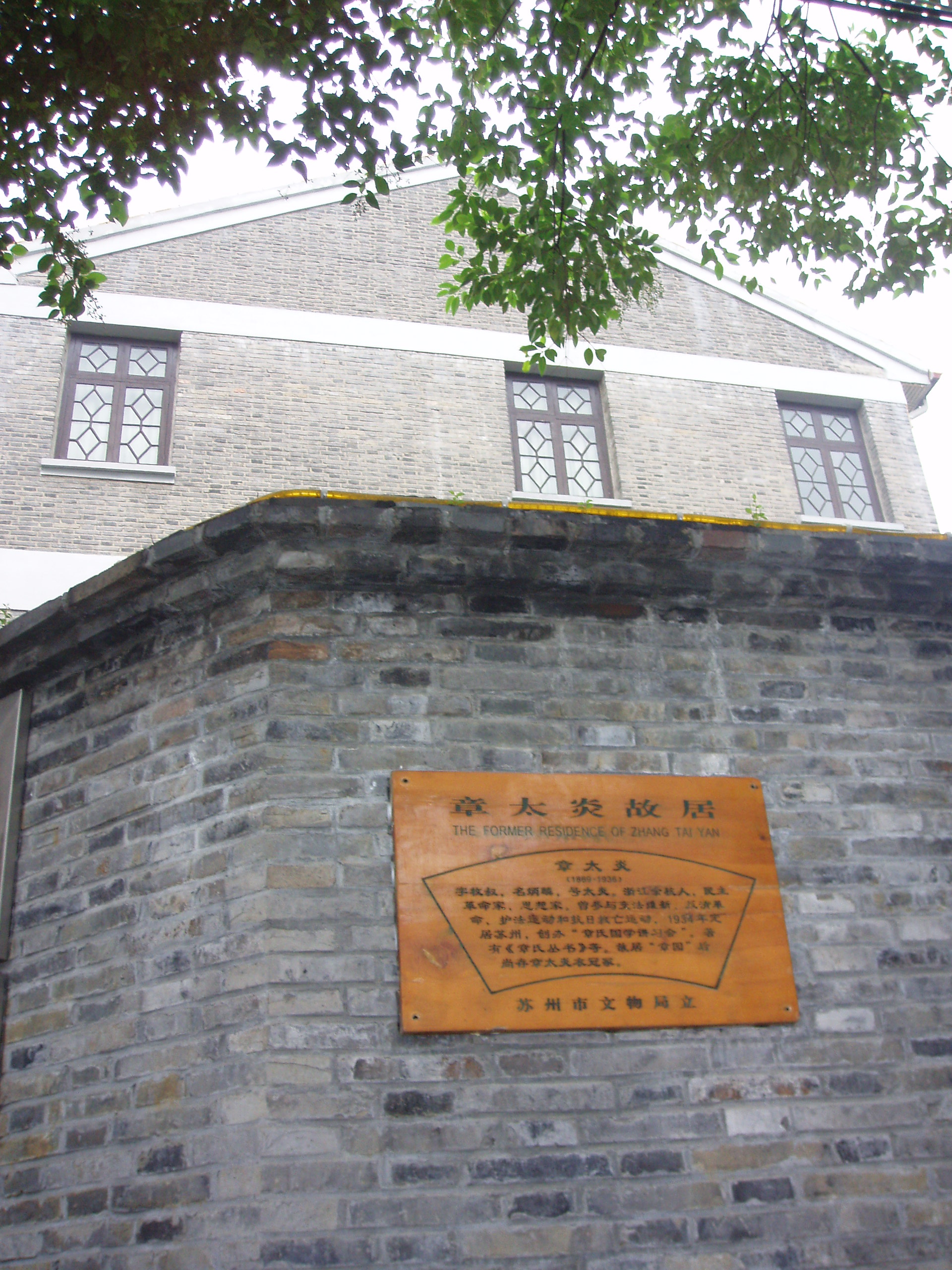
Дом Чжан Бинлиня в Сучжоу

В разгар политических баталий Чжан Бинлинь — после 10 лет вдовства — решил вторично жениться. Сватами выступили его друзья, причём Чжан поставил для будущей избранницы три условия: знать литературный язык, уметь писать стихи и художественную прозу; происходить из знатной семьи; иметь незапятнанную репутацию и покорный характер. Его избранницей стала Тан Голи (кит. 湯國梨, 1883—1980), которая окончила педагогический институт и возглавляла женскую школу в Шэньчжоу, а также была главным редактором журнала для женщин. На свадебную церемонию 15 июня 1913 года жених впервые в жизни облачился в европейский костюм, а от непривычки надел ботинки не на ту ногу. В числе гостей на свадьбе были Сунь Ятсен и Хуан Син. У супругов было двое сыновей — Чжан Дао и Чжан Ци, 1917 и 1924 года рождения, — но отец совершенно не занимался их воспитанием.
11 августа Чжан Бинлинь прибыл в Пекин, после чего был арестован заместителем главнокомандующего и следующие три года провёл под домашним арестом в храме Лунцюаньсы. На новом месте жительства Чжан Бинлинь расклеил по всему помещению листовки с иероглифами «бандит Юань» и колотил по ним палкой; иногда писал его имя на большом листе бумаги, а потом сжигал, приговаривая, что так же спалит и Юаня. Впав в депрессию, он решил совершить самоубийство по древнекитайскому канону — уморить себя голодом. Более двух недель Чжан воздерживался от пищи, пока ученики — среди которых и Лу Синь — не отговорили его от самоубийства. Эксцентричные выходки на этом не закончились: Чжан Бинлинь придумал для прислуги и охранников «Шесть правил», которые заставлял неукоснительно исполнять, например, ежеутренне и ежевечерне желать Чжану доброго здоровья; при его появлении вставать по стойке «смирно»; именовать его «великим», а себя «рабом»; на полнолуние и новолуние приветствовать его стоя на коленях и т. д. На вопрос, зачем он это делает, Чжан ответил: «демонстрирую, что мы живём при монархии».
В 1914 году условия пребывания под стражей смягчились: Чжан Бинлинь вернулся к преподавательской деятельности на Курсах национальных наук, ему разрешили выходить из дома, не позволяя только покидать столицу. В 1915 году он составил своё третье собрание сочинений в 9 цзюанях, включающих 62 статьи. Монархические симпатии Юаня вызывали у него раздражение, а после провозглашения Шикая императором Чжан Бинлинь написал цикл сатирических стихотворений. Это совпало с личной трагедией — в августе 1915 года покончила с собой его старшая дочь Чжан Ли, приехавшая в Пекин вместе с мужем. Новость добралась до Японии в искажённом виде: там сочли, что скончался сам Чжан Бинлинь. Среди учеников Чжан Бинлиня в данный период — один из основателей современной историографии КНР Гу Цзеган.
В мае 1916 года Чжан Бинлинь предпринял неудачную попытку побега. Однако 6 июня скоропостижно скончался Юань Шикай, место президента занял Ли Юаньхун, и уже 16 июня Чжан был освобождён, а 1 июля воссоединился с семьёй в Шанхае. Тяжёлая обстановка в стране ввергла его в депрессию, одновременно из США вернулся Хуан Син, и мыслитель из первых рук получил информацию о Первой мировой войне. В полном расстройстве чувств Чжан Бинлинь уехал в Малайю, но вдали от родины жить не смог и в конце 1916 года вернулся в Китай.

### Последние попытки политической деятельности

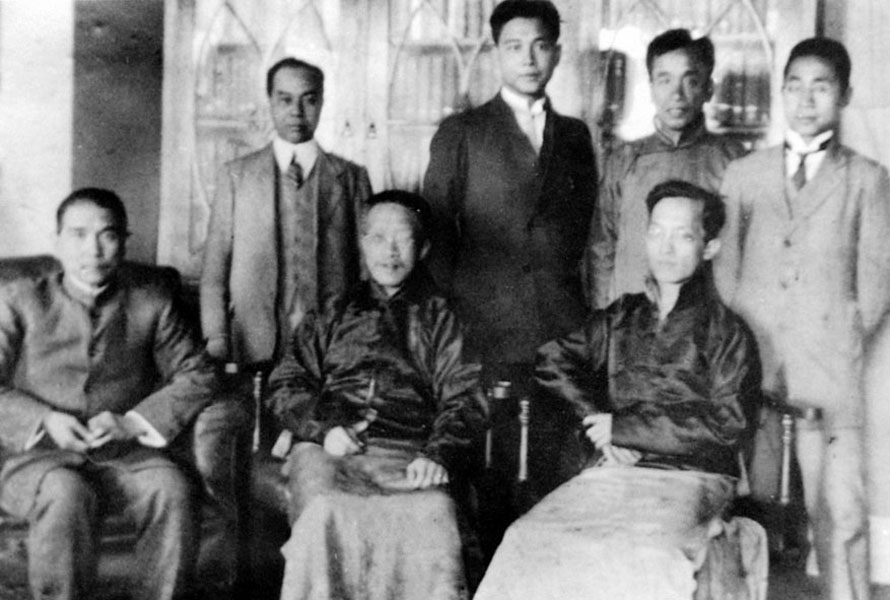
Встреча Чжан Бинлиня (сидит второй слева) с Сунь Ятсеном (сидит первый слева), Чжу Чжисинем (стоит первый справа) и Ван Цзинвэем (в центре)

В марте 1917 года Чжан Бинлинь основал Общество древних наук Азии, которое в сентябре выпустило установочный номер журнала «Великая Азия» сразу на китайском, японском и английском языках. Целью общества было сплочение интеллектуалов разных восточных стран с целью перевоспитания своих народов в духе взаимного уважения. Одновременно он деятельно включился в работу партии Гоминьдан, так что его жена — Тан Голи — писала: «для Чжана существовало только государство, и не существовало семьи». 3—5 июля 1917 года прошло несколько совещаний Сунь Ятсена с Ляо Чжункаем, Чжу Чжисинем и Хэ Сяннянем, на которых присутствовал и Чжан Бинлинь. На совещаниях было решено объявить войну северным милитаристам, лидером которых был Дуань Цижуй. В октябре Чжан Бинлинь был назначен чрезвычайным посланником в Юньнани, лидеры которой должны были поддержать Сунь Ятсена. Заручившись согласием наместника Тан Цзияо, в январе 1918 года Чжан Бинлинь отбыл в Чунцин, где 12 января местная интеллигенция пышно справила 50-летие мыслителя (по китайскому счёту от зачатия). Миссия в Сычуани, однако, потерпела полное поражение. Не смирившись с неудачей, Чжан Бинлинь отправился в Хубэй, но тщетно. Совершенно разочарованный, в октябре 1918 года он вернулся в Шанхай. Неудачные попытки объединения Севера и Юга привели к тому, что в 1919 году он начал сомневаться в целесообразности воссоздания единого государства. Чжан Бинлинь стал призывать к автономии провинций юго-запада.
Самым тяжёлым в жизни Чжан Бинлиня стал 1920 год — до апреля он болел желтухой, последствием которой стал хронический холецистит, в июле он едва не умер от пневмонии, от которой оправился только к октябрю. В октябре собрался в Чанша, посетив по пути родной уезд, в котором не был 17 лет. 1 ноября 1920 года в Хунани была провозглашена самоуправляемая федерация провинций. Одновременно он занял резко антикоммунистическую позицию, поскольку КПК, с его точки зрения, была выразителем интересов не Китая, а России. Он полностью разошёлся во мнениях с Сунь Ятсеном и основал «Клуб товарищей Синьхайской революции», который резко выступал против политики союза Гоминьдана и коммунистов. После смерти Сунь Ятсена (12 марта 1925 года) он вошёл в комиссию по организации похорон и произнёс надгробную речь.

## Последние годы жизни
В 1920—1930-е годы Чжан Бинлинь активно занимался научно-просветительской деятельностью. Ещё в 1922 году он прочитал цикл из 10 лекций, но они не имели успеха: язык и тематика Бинлиня казались архаичными. Страдая множеством хронических заболеваний (холецистит, астма, малярия), он занялся исследованием и пропагандой китайской медицины. Всего он опубликовал более 100 заметок и статей на эту тему, пытаясь дать и естественнонаучную оценку китайской традиционной медицины. Однако его всё больше и больше интересовала традиционная культура, что повлекло за собой следующее определение Лу Синя:

Чжан Тайянь хотя и стал вначале революционером, но впоследствии ушёл на покой, как учёный отгородился от современников стеной.
Чжан Бинлинь не остался равнодушным к японской агрессии. В 1932—1933 годах он подписывал воззвания, ездил в Пекин, пытаясь убедить военных деятелей активизировать движение сопротивления, но никакого эффекта эти выступления не дали.

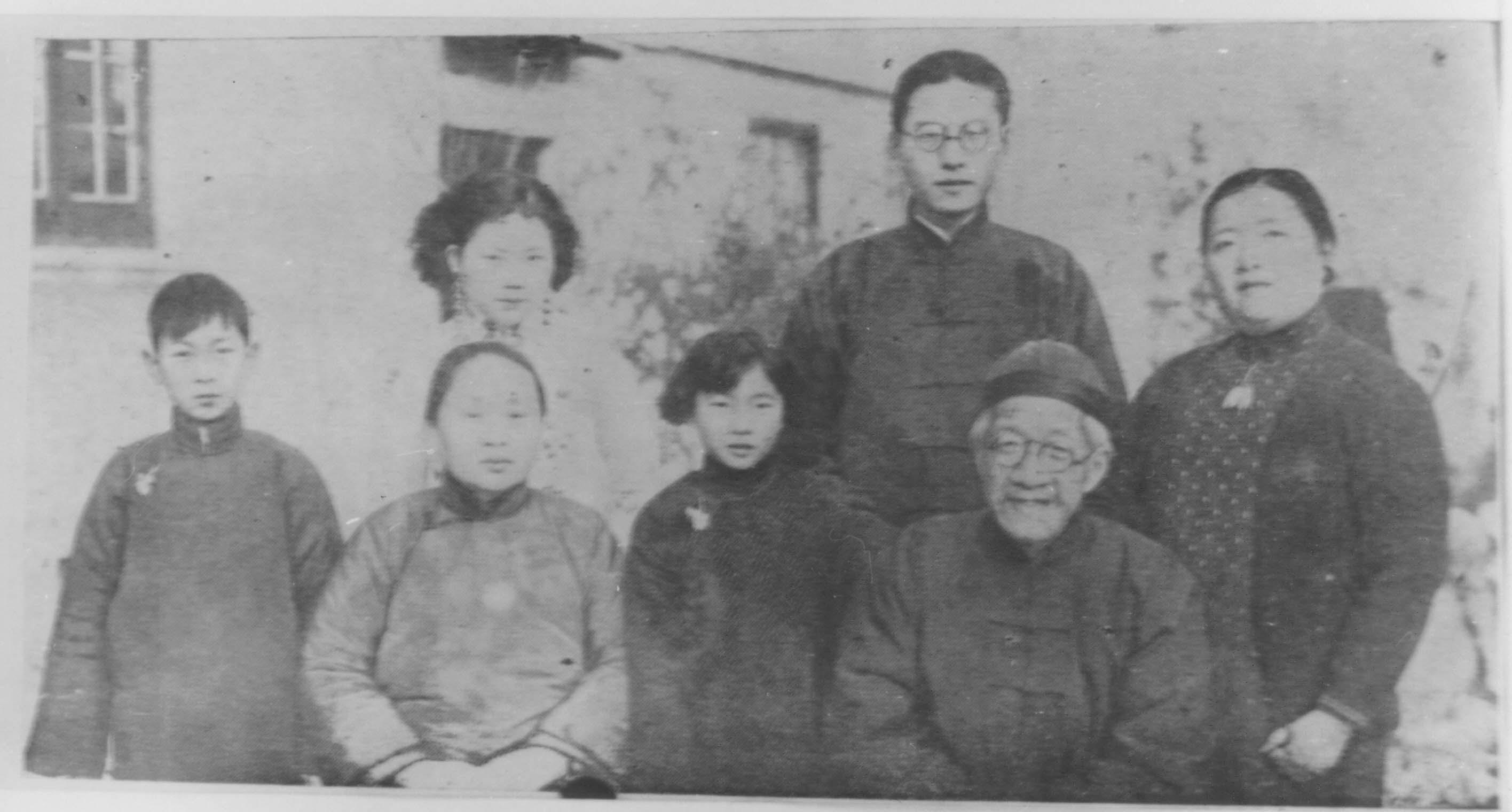
Чжан Бинлинь с семьёй

В последние пять лет жизни Чжан Бинлинь вёл интенсивную научную и просветительскую деятельность, общался с западными и японскими синологами. Он последовательно пропагандировал традиционную китайскую науку. Весной 1932 года он прочитал в Пекинском университете лекцию на тему упорядочения базисных знаний в области изучения канонов, а в январе 1933 года вступил в Сучжоу в Общество национальной науки. В 1934 году он возродил Курсы национальной науки, на которых преподавал три раза в неделю по два часа, слушателями его были около 100 человек из 20 различных городов. Несмотря на болезнь — рак носоглотки, он активно работал; в число преподаваемых дисциплин входили филология, классический канон, история и традиционная философия. Чан Кайши прислал ему 10 000 юаней на лечение, но учёный потратил их на нужды курсов. Бинлинь искренне считал, что пропаганда традиционной науки ведёт к углублению национализма и, как следствие, патриотизма. Эту мысль он выразил в письме редактору газеты «Да гун бао» Чжан Цзилуаню, датированном июлем 1935 года. Учёный скончался 14 июня 1936 года, оставив следующее завещание:

Если инородцы овладеют Китаем, современники и потомки лишатся чинов и жалованья.
Центральные органы Компартии и Гоминьдана поместили некрологи, отдавая должное заслугам учёного и политика. Гоминьдан распорядился выделить 100 000 юаней на похороны национального масштаба, но из-за начавшейся японо-китайской войны так ничего и не было сделано. Во время японской оккупации Ханчжоу прах Чжан Бинлиня опустили в колодец на заднем дворе его дома. Официальные похороны прошли только в 1955 году; согласно завещанию, прах был погребён на берегу озера Сиху рядом с борцом с маньчжурским завоеванием Чжан Хуанянем. На могиле начертали иероглифы из его предсмертного послания 1913 года, когда он пытался покончить с собой. В 1983 году решением китайского правительства Чжан Бинлинь был занесён в список 83 выдающихся людей Китая.

## Личность
Будучи интеллектуалом, почти постоянно погружённым в решение сложных общественных и научных задач, Чжан Бинлинь мало внимания уделял лично себе и бытовой стороне жизни. Внешне это выражалось в неопрятности и постоянных курьёзных ситуациях, в которые он регулярно попадал. По рассказам очевидцев, работая в американском колледже в Шанхае, глубоко задумавшись, Чжан часто заходил в соседний дом. Обрезав в 1899 году косу, он был вынужден носить накладную, чтобы не вызывать подозрений внешним видом, но поскольку не любил ходить к парикмахеру, его фальшивая коса регулярно выпадала из-под шапки к удивлению прохожих. Волосы он носил довольно длинные, расчёсывая их на обе стороны. Его бытовые обыкновения описывал Сюн Юэчжи: в летнее время Чжан Бинлинь носил китайский халат, набрасывая поверх него кимоно японского покроя, вместо пояса носил соломенную верёвку, а обувь всегда надевал на босу ногу. В помещении, как правило, ходил обнажённым по пояс и постоянно обмахивался веером. В Иокогаме он поселился над харчевней и насквозь пропитался кухонным чадом и дымом. Малопривлекательным был и его внешний облик: он редко мылся, не любил менять одежду, а рукава его халата имели отталкивающий вид, потому что он использовал их вместо носового платка.
Чжан Бинлинь часто выпивал, пристрастившись к алкоголю ещё в детстве под влиянием дяди со стороны матери.

## Идейное наследие и вклад в интеллектуальную историю
Чжан Бинлинь — один из самых парадоксальных и противоречивых китайских мыслителей Нового времени. Выступая за революцию и считаясь наряду с Сунь Ятсеном главным идеологом революционного движения в Китае, он в целом ряде положений своей теории смыкался с китайскими консерваторами. Всё его идейное наследие являло собой эклектическую смесь ультрарадикального национализма, революционности с одной стороны и приверженности к идеалам старины — с другой.
Чжан Бинлинь не отличался последовательностью в высказываниях, часто менял свои убеждения, а собственные концепции излагал настолько архаичным и витиеватым языком, что смысл его работ был зачастую непонятен даже образованным современникам. Лу Синь особо подчёркивал, что у Чжана был «таинственно-древний стиль, который было трудно понять».

### Национализм
Ядром политико-правовых взглядов Чжан Бинлиня являются верховенство закона и национализм. Однако если другие мыслители Китая того времени понимали национализм в культурном и социальном плане — как восприятие достижений европейской культуры при сохранении национальной специфики (Кан Ювэй, Янь Фу, Лян Цичао) — или в политическом смысле — как борьбу за национальную независимость и совершение национальной революции (Сунь Ятсен), то Чжан Бинлинь толковал национализм в самом буквальном, радикальном смысле: как превосходство китайской нации и созданной ею культуры не только над маньчжурами, но и над всей европейской цивилизацией. Чжан Бинлинь констатировал удручающее положение китайцев: по его мнению, нация, которой была уготовлена великая роль в истории, нация с древнейшей и высочайшей культурой, вот уже третий век находилась под властью маньчжуров, а в последнее время претерпевала всё новые и новые унижения от так называемых великих держав. Именно маньчжуры и иностранцы были, по мнению Чжан Бинлиня, главной причиной всех бедствий Китая. Именно против этих старых и новых завоевателей, «старых и новых варваров» должна быть направлена борьба ханьского народа.
Национализм привёл Чжан Бинлиня к отрицанию западных общественных наук, которые он именовал «невежественными учениями Европы». Националистический уклон, равно как и пренебрежительное отношение к западной науке и образованию, прослеживается уже в самых ранних работах Чжан Бинлиня. В статье «О необходимости взаимной связи между государствами Азии» (1897) речь шла о необходимости объединения стран Востока (при доминирующей роли Китая) для совместного противостояния Западу и России. В статье «Об огромной пользе просветительских обществ для жёлтых и об экстренной необходимости взять их под защиту» (1897) Чжан Бинлинь выступил за создание просветительских обществ и расширение сети национальных школ, совершенно отрицая при этом пользу западного образования. Такое отношение к западным общественным наукам сохранялось у Чжан Бинлиня на протяжении всей жизни. В 1906 году он говорил: «Поскольку учёба у европейцев и американцев, следование их примеру не сделают нас похожими на них, не лучше ли взять за образец людей старого Китая?» В 1924 году в статье «Об избавлении от научных ошибок» он повторил свою точку зрения о приоритетном изучении национальных наук и об использовании западных наук, главным образом естественных, как «вспомогательных». Западные научные достижения представляют, по его мнению, ценность лишь в области естественных и технических разработок.

### Идея национальной революции
В самом начале своей деятельности Чжан Бинлинь придерживался реформаторских взглядов. В статьях этого периода он говорил о том, что на данном этапе перед страной стоят задачи реформ, преобразования управления (кит. трад. 革政, пиньинь gézhèng), а не революции (кит. трад. 革命, пиньинь gémìng). Осуществлению реформ должна предшествовать просветительская деятельность. В то время Чжан Бинлинь не видел большой разницы между реформами и революцией, да и сколько-нибудь чёткое представление о содержании реформ у него также отсутствовало.
После поражения движения за реформы и переезда на Тайвань, а затем в Японию, в работах Чжан Бинлиня всё более открыто начинают проявляться антиманьчжурские настроения. Если в статье «Об императоре-госте» (1898) он ещё допускал пребывание у власти монарха-маньчжура, то в следующие несколько лет он полностью перешёл на революционные антиманьчжурские позиции. В статье «Исправляю ошибки [статьи] „Об императоре-госте“» (1900) автор отказался от своей более ранней теории и открыто призвал к изгнанию маньчжуров, а некоторое время спустя вышла статья «Корректирую теорию мести маньчжурам» (1901), в которой содержался призыв к революции.
В 1903 году, в ответ на работу Кан Ювэя «Оспариваю идею революции» (1902), Чжан Бинлинь опубликовал статью «Письмо с опровержением рассуждений Кан Ювэя о революции». Главная идея этой статьи — бесперспективность проведения политических реформ и создания парламента в условиях господства маньчжурской династии и необходимость её свержения с помощью революции. Прежде всего Чжан Бинлинь отверг заявление Кан Ювэя о том, что в Китае ханьцы и маньчжуры уравнены в своих правах и при равных условиях могут добиться в обществе одинакового положения. Он также подверг острой критике замечание Кан Ювэя о том, что маньчжуры отменили телесные наказания для чиновников и ввели фиксированные налоги. По его мнению, маньчжуры по-прежнему обирают народ, хотя и делают это другим способом. Экономическая эксплуатация дополняется идеологическим порабощением: начиная с императора Канси начались судебные процессы над писателями, которые позволяли себе высмеивать существующий политический режим. Резюме таково:

Ведь Чансу [Кан Ювэй] потому не признаёт [существования в Китае] рабства и упорно настаивает на введении конституции, которая бы ликвидировала ростки революции, что он всю жизнь, кривя душой и сдерживая волю, находится на рабском положении.
С этого времени Чжан Бинлинь окончательно переходит на революционные позиции: только революция сможет покончить с маньчжурским господством в Китае, только революция избавит ханьский народ от национального унижения и вернёт ему исконные права. К тому же революцию осуществить намного легче, нежели ввести конституцию, поскольку в первом случае не столько важен политический ум одного человека, сколько единодушие народных масс, а во втором случае, напротив, не столько важно единодушие масс, сколько политический ум одного человека. Революции поддержка народа обеспечена, чего не скажешь о политических реформах, а единодушие народа, собственно говоря, и является политическим умом.
Апелляция к революционному творчеству народных масс позволяла Чжан Бинлиню не распространяться относительно конкретного содержания социальных преобразований. Ни в этой, ни в другой статье — «Опровергаю критику революции» (1903) — он практически ничем не проясняет свою политическую программу. В статье «Опровергаю критику революции» Чжан Бинлинь писал: «для того, чтобы осуществить политику, основанную на принципах республики (гунхэ чжуи), возродить наш золотой сосуд, полностью лишённый изъянов, нужно осуществить политическую и социальную революции». Однако дальше этого общего высказывания он не шёл и не раскрывал ни понятия республики, ни понятий и путей осуществления политической и социальной революций. В более поздней своей статье «О государстве» (1907) Чжан Бинлинь писал о трёх революциях — расовой революции (чжунцзу гэмин), политической революции (чжэнчжи гэмин) и социальной революции (шэхуэй гэмин), но опять-таки без раскрытия конкретного содержания последних двух понятий.
О том, насколько для Чжан Бинлиня было безразлично конкретное содержание революции и как меркли на фоне стремления изгнания маньчжуров все остальные цели, можно судить по следующему его высказыванию: 

Смогут они [маньчжуры] или не смогут осуществить реформы, с ними нужно покончить, смогут они или не смогут спасти народ, их всё равно нужно порешить.

### «Возрождение славы»

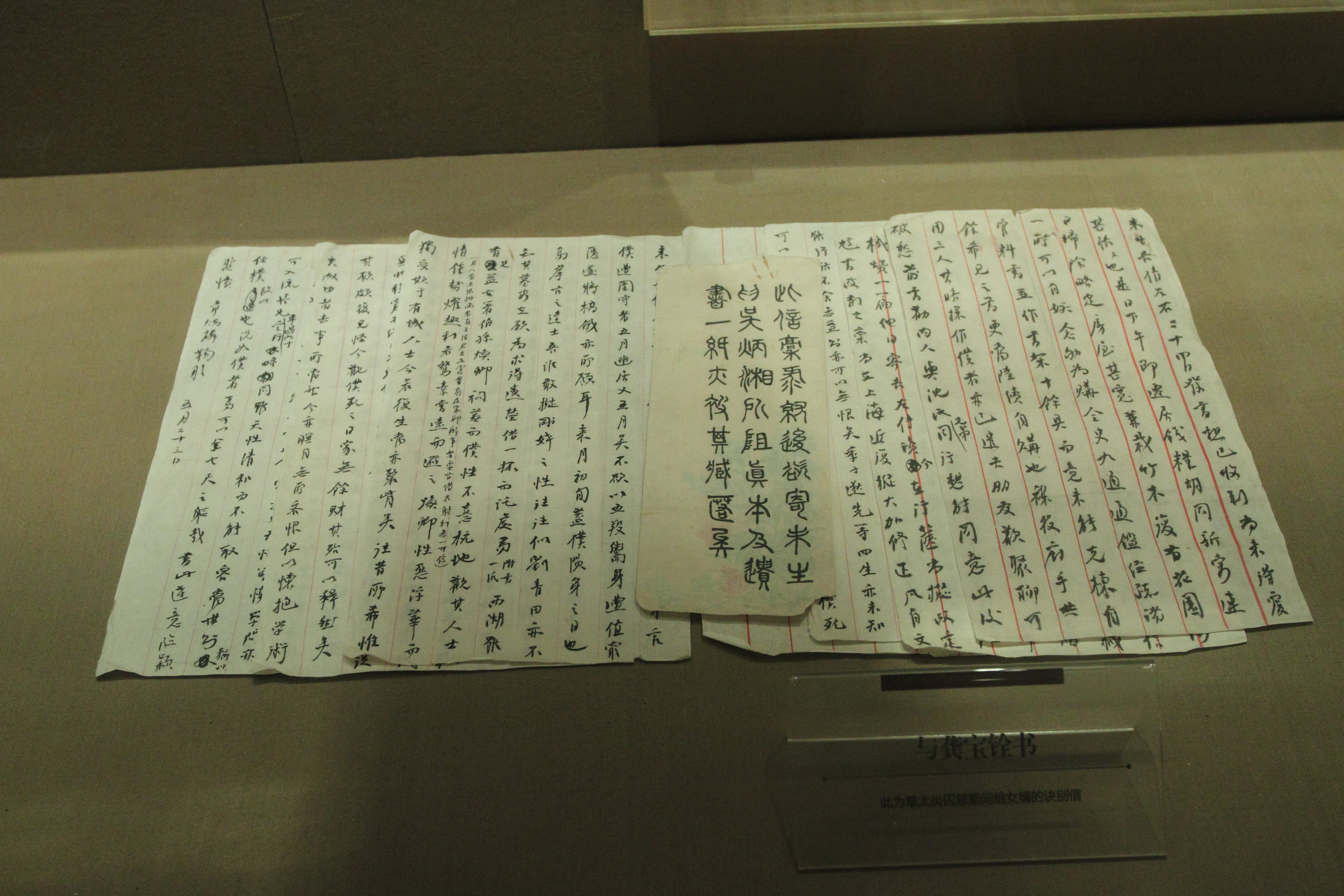
Рукописи Чжан Бинлиня

Со временем наряду с термином «революция» Чжан Бинлинь стал всё чаще употреблять термины «возрождение» (хуэй фу кит. 恢复) и «возрождение славы» (гуан фу кит. 光复). Необходимость смены терминологии была вызвана несоответствием между тем смыслом, который в понятие революции вкладывал Чжан Бинлинь, и значением, которое ему придавало большинство других китайских мыслителей. Это подтверждается, в частности тем, что первоначально под термином «гуан фу» Чжан Бинлинь подразумевал всё то же изгнание маньчжуров, в то время как под термином «революция» он стал понимать изменение государственного устройства. После того, как между двумя терминами была проведена грань, Чжан Бинлинь делал упор на пропаганду именно первого из них. Второй причиной появления термина «гуан фу» стало то, что Чжан Бинлинь, наконец, обратил своё внимание на проблему изменения государственного устройства после свержения маньчжурской династии. То, что Чжан Бинлинь преклонялся перед историей доциньского Китая и испытывал пренебрежение к западным общественным наукам, привело к тому, что при проектировании модели государственного устройства Китая Чжан Бинлинь мог ориентироваться только на архаические образцы. «Все единодушно выступают за возврат старины, возвращение к истокам (фань гу фу ши)», — писал он в статье «Мораль революции». Таким образом, термин «гуан фу» стал обозначать не только свержение маньчжуров, но и возрождение старины, в том числе и старого государственного устройства. Чжан Бинлинь писал о том, что правительство, которое придёт к власти после свержения Цинов, должно представлять себе «что следует преобразовать, а что следует возродить из старины». В частности, он ратовал за возрождение системы «уравнения полей», некоторых положений экзаменационной системы и уголовного права.

### Верховенство закона
Не приемлющий достижений западной политической и правовой науки Чжан Бинлинь обратился к древней истории Китая, откуда стал черпать идеи для собственного проекта политической организации. Особо его привлекала концепция легистов с её почитанием закона как основного регулятора общественных отношений. Симпатия к учению легистов прослеживается уже в двух ранних работах Чжан Бинлиня «Конфуцианство и легизм» (1897) и «Шан Ян» (1898). Если в первой из них конфуцианство ещё не подвергалось острой критике, то во второй говорилось о том, что «легисты и крючкотворы по своим достоинствам и недостаткам поистине несопоставимы». В статье «Шан Ян» автор, давая определение закона, писал, что закон сам по себе является «лишь общим названием установленных порядков», которые используются для удобства управления. Таким образом, по мнению Чжан Бинлиня, позитивное право создаётся не волей законодателя, а формируется из обычного права или, точнее, является простым оформлением обычного права.
Далее в своей статье Чжан Бинлинь говорил о необходимости формирования юридического сословия, представители которого смогли бы грамотно изложить в законе существующие обычаи. Рассуждая о преждевременности проведения преобразований в условиях низкого уровня грамотности населения, Чжан Бинлинь писал: 

Для того, чтобы народ обрёл власть, необходимо, чтобы в его среде появились талантливые и умные люди, способные установить законы… Если глупый и неграмотный народ начнёт вводить законы управления, то не будет никакой пользы, а лишь возникнет сплошная неразбериха в отношении того, что полезно, а что вредно, и тогда не будет иного выхода, кроме как запретить [такую практику].
Общий вывод, к которому приходит Чжан Бинлинь, заключается в том, что подход легистов к законам как главному инструменту регулирования общественных отношений должен быть заимствован всеми, кто стремится преобразовать Китай, в целом же учение легистов применимо и к современному Китаю.
Если предыдущие статьи были направлены на оправдание учения Шан Яна, то статьи «Записки о мудрости Цинь [Шихуана]» (1901) и «Записки о правлении Цинь [Шихуана]» (1910) преследовали цель реабилитации императора Цинь Шихуана. По мнению Чжан Бинлиня, политика Цинь Шихуана не наносила серьёзного ущерба ни конфуцианству, ни его сторонникам, более того, по части почитания конфуцианства он «превзошёл других правителей». В представлении Чжан Бинлиня Цинь Шихуан олицетворял идеального правителя: «В древности не существовало правления, при котором народ был бы более равноправен, чем при династии Цинь». При Цинь Шихуане «лишь император занимал самое высокое положение и не был равен народу». В целом же Чжан Бинлинь считает, что «правление можно считать справедливым, когда монарх соблюдает законы и не оказывает покровительства своим родственникам». Таким образом, для Чжан Бинлиня правление Цинь Шихуана являлось примером успешного применения теории легизма на практике.
Легизм оказал чрезвычайно сильное влияние на многие взгляды Чжан Бинлиня. В несколько интерпретированном виде легистские идеи нашли своё отражение и в той модели политической организации, которую он предлагал применить в Китае.

### Вопрос о форме правления и социальный идеал

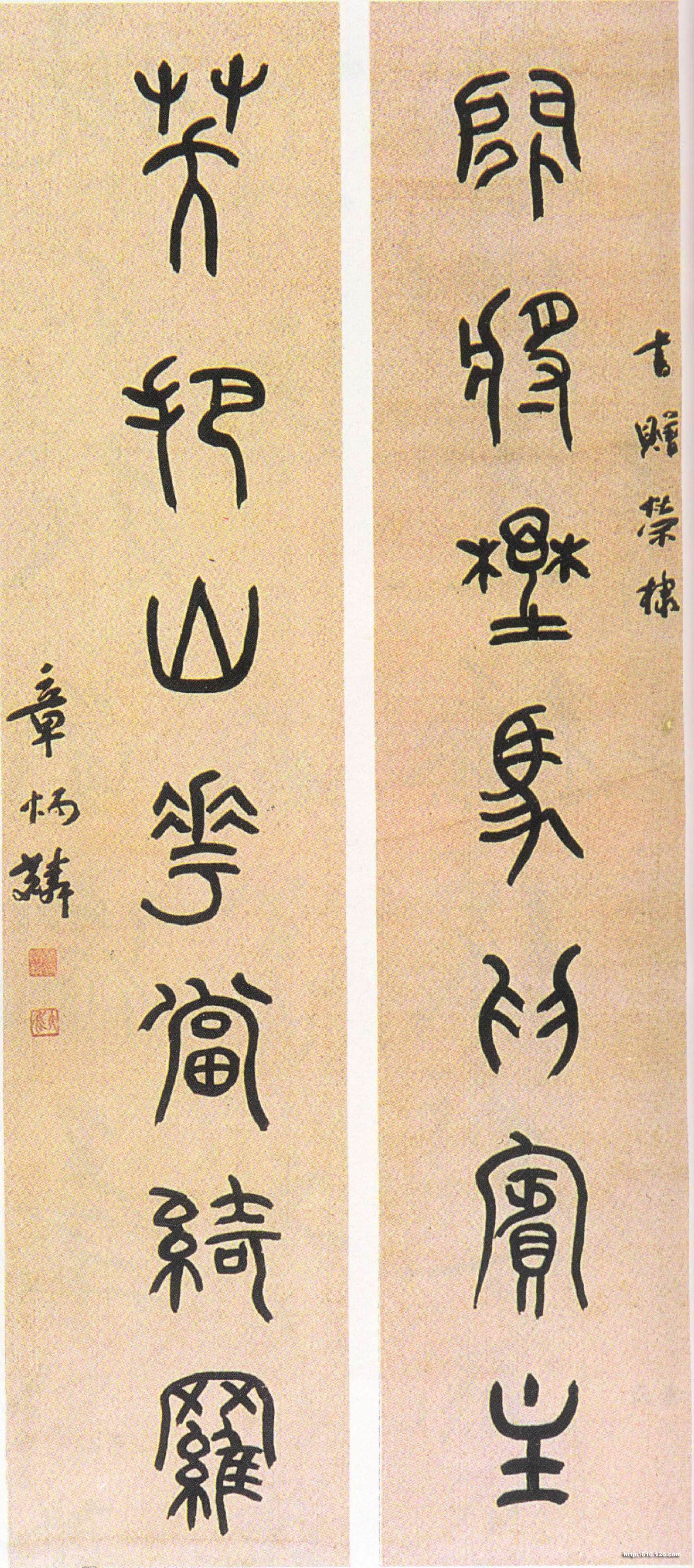
Образец каллиграфии Чжан Бинлиня в древнем стиле

Вопрос о государственном устройстве не являлся для Чжан Бинлиня самым важным. В нескольких своих работах он говорил о республике, не разъясняя, однако, собственной интерпретации этого понятия. К республике в её западном понимании (и в понимании большинства китайских мыслителей) Чжан Бинлинь симпатии не питал, что особенно заметно по мере его отхода от группировки Сунь Ятсена и разработки собственной концепции государственного устройства. Республиканский строй Чжан Бинлинь воспринимает как «наименьшее зло», к которому необходимо будет прибегнуть за невозможностью быстрой реализации более совершенного политического проекта. Со временем Чжан Бинлинь стал относиться к республиканскому устройству ещё более критично, вплоть до его полного отрицания. Он писал:

Конституция ведёт к концентрации власти, парламент имеет склонность к обретению могущества, а президент равен монарху… Если не искореним этих трёх рачков-древоточцев, то Китаю и дня не будет покоя
По этой же причине конституционная монархия также не привлекала Чжан Бинлиня. Его не устраивал во всех существующих формах правления принцип народного представительства — краеугольный камень всех западных демократий.
Наиболее полно обоснование непригодности для Китая республиканской формы правления с представительной системой изложены в статье Чжан Бинлиня «Нужна ли представительная система?» (1908). В этой же работе содержался и собственный социальный проект китайского мыслителя. По его мнению, китайский народ, который является источником любого права и любой справедливости, ещё не готов для более активного участия в государственном управлении и процессе законотворчества. Чжан Бинлинь отрицал идею народного представительства в принципе. По его мнению, парламентаризм противоречит принципам национализма и народного благоденствия, поскольку «любой закон, установленный сверху, служит правительству, любой закон, установленный снизу служит процветанию народа», и, следовательно, парламент будет принимать законы, исходя прежде всего из собственных интересов.
В результате отрицания идеи народного представительства перед Чжан Бинлинем вставал крайне важный и трудноразрешимый вопрос — каким образом должен совершаться законотворческий процесс, чтобы при этом не пострадал народный суверенитет и не была нарушена общая воля народа. Согласно рассуждениям Чжан Бинлиня получается, что общая воля народа уже давно выражена и содержится в совершенных установлениях старого Китая. С древнейших времён и до наших дней она остаётся неизменной, её очень легко определить, из чего следует, что, во-первых, не требуется дополнительного выражения народной воли, и, во-вторых, поскольку народная воля является неизменной, то таким же должно быть и законодательство. Чжан Бинлинь исходит из того, что народная воля должна являться источником права, и вместе с тем начисто отрицает возможность волевого создания законодательства.
Идея возможности установления совершенного и неизменного законодательства является той основой, на которой строится весь социальный проект Чжан Бинлиня. Согласно этому проекту в государстве есть три высших сановника — президент, начальник суда и попечитель учебных заведений. Такую организацию власти Чжан Бинлинь рассматривает как традиционный китайский принцип. Президент избирается всеобщим голосованием из числа наиболее выдающихся государственных сановников. К его ведению отнесены административные вопросы, а также вопросы государственной обороны и внешней политики. Судебная система, во главе которой стоит начальник суда, призвана обеспечить соблюдение законодательства, как со стороны народа, так и со стороны государственных чиновников, включая президента, который в случае нарушения закона привлекается к ответственности на общих основаниях. Начальник суда и все остальные судьи избираются непосредственно всё тем же «юридическим сословием», на которое возложена задача «формулирования» законов. Наконец, органы просвещения во главе с попечителем учебных заведений призваны просвещать народ и воспитывать в нём нравственные качества. Все учебные заведения, кроме начальных школ и военных училищ, являются независимыми от правительства.
Всё в проекте Чжан Бинлиня направлено на то, чтобы ограничить власть президента. Президент имеет право смещать или понижать по службе чиновника только в том случае, если тот не справляется со своими обязанностями либо совершил преступление и если имеется соответствующее решение суда. Президент лишён также возможности приближать к себе каких-либо чиновников. Продвижение по службе осуществляется постепенно, строго с учётом способностей и достижений чиновника. «Если президент и чиновники допускают промахи в административных делах или относятся к своим обязанностям безответственно, тем паче совершают такое преступление, как принятие взяток, население должно пожаловаться в суд. Суд привлекает их к ответственности, подвергая аресту или другому наказанию. Таким путём исправляются ошибки и ликвидируются пороки чиновников». Наконец «в случае допущения в делах внешних сношений грубых ошибок, которые повлекут за собой позор государства и бедствие народа, народ может прибегнуть к крайним мерам — казнить своего правителя, не неся за это ответственности».
Учёные-юристы в проекте Чжан Бинлиня оказываются наделены огромной властью. Они ведают составлением законов, самостоятельно формируют судебные органы и следят за соблюдением ими же созданных законов. Судебные органы обладают контрольными функциями в отношении президента и всего правительства, от их решения напрямую зависит судьба того или иного чиновника. О составе юридического сословия, равно как и конкретном порядке формирования судебных органов, у Чжан Бинлиня практически ничего не говорится, хотя к ведению представителей этого сословия отнесены отправление от имени народа законодательной, контрольной и судебной функций. Только в одном месте Чжан Бинлинь говорит о том, каким образом будет контролироваться деятельность судов. «Если судья осудил невиновного, старший начальник должен наказать [судью]. Если же старший начальник не наказал его, народ вправе сообщить чиновнику из [органов] просвещения, который созовёт юристов для коллективного решения о наказании. Так избежим самовластного распоряжения». То есть в результате контроль за судами оказывается в руках всё того же «юридического сословия».
Оригинальная концепция государственного устройства с трудом поддавалась какой-либо классификации, что признавал и сам мыслитель: «Если уж назвать его республикой (гунхэ), то это истинная республика (диши чжи гунхэ), а если именовать его абсолютизмом (чжуаньчжи), то это оригинальный абсолютизм (цигу чжи чжуаньчжи)».
Экономическим идеалом Чжан Бинлиня было аграрное государство, живущее по принципу: «пригнуть богатых и сильных, оказывать помощь бедным и слабым». Государство должно всемерно ограничивать частный капитал, запрещать совмещение предпринимательства и государственной службы, последовательно проводить принцип равенства (уравнение прав на землю, равная ответственность перед законом, всеобщее обязательное образование как средство привлечения народа к управлению страной). Чжан Бинлинь полагал, что все эти принципы соответствуют китайской национальной культуре и в то же время близки социализму. Обращался он и к проблемам далёкого будущего: из синтеза учений буддийских школ Хуаянь и Фасян с европейской философией он создал теорию «Пяти исчезновений». Будущее общество должно пройти три этапа: на первом должны исчезнуть «правительства», то есть любая власть, затем «совместные поселения» и семья, что исключит ссоры и насилие. На втором этапе исчезнет человечество — личности избавятся от собственного «я» и сольются с истиной нирваны; потом уйдёт всё живое, из которого мог бы возродиться человек с его горестями и страданиями. На третьем этапе исчезнет сама Вселенная и воцарится алайя — высшее сознание, источник и конец всего сущего.

### Общественная мораль
Мораль с точки зрения Чжан Бинлиня играла ключевую роль в судьбе государства и нации. Он признавал деление морали на общечеловеческую и социальную, признавал также изменение морали в ходе развития общества. В результате Чжан Бинлинь разработал теорию «профессиональной морали», которая базировалась на постулате Мэн-цзы о зависимости морали от профессии и рода деятельности. Он разделил человечество на 16 страт, расположив их по родам занятий, ранжировав по убыванию степени нравственности. Шесть страт являются «соответствующими морали» — крестьяне, ремесленники, торговцы разных видов, интеллигенция. Остальные 10 страт (высшие слои социума) полностью лишены нравственности.
Идеалом нравственности для него был Джордж Вашингтон. В число базисных норм нравственности включались: стыд, серьёзность, несгибаемость и обязательная верность слову. Ключевой из элементов — стыд. Поскольку общественная нравственность деградирует, правительство должно перевоспитывать народ, но эта работа должна быть индивидуальной, а не коллективной. Заряд нравственности обеспечивает изучение конфуцианских канонов и буддийских сутр, школа же разлагает мораль. В целом китайский буддизм следует избавить от вредных «примесей»: «различных смешных и некрасивых обрядов: сожжение бумаги, молитв, перевоплощения, астрологии, то есть всего того, что не содержалось в буддийских канонах». Проповедуя патриотизм как «защиту расы», «любовь к своей расе», Чжан Бинлинь настаивал на приоритете ханьцев в «получении служебных постов», считал ассимиляцию малых народов условием их равноправия. Даже деловые отношения с Западом он стал рассматривать как «предательство», подвергая резкой критике все известные ему западные социально-политические и философские теории.
Относительно роли личности в обществе Чжан Бинлинь в разные годы имел различное мнение. Некоторое время под влиянием анархистов он проповедовал ничем не ограниченную свободу личности, но потом, увлёкшись Спинозой, признал ограниченную свободу. Истоками формирования общества являются морально-психологические факторы: социум возник, когда люди захотели безопасности и объединились в сообщества. Стимулирующими факторами процесса объединения являются моральные категории гуманности и долга. Отношения между личностью и обществом, таким образом, являются крайне противоречивыми.

### Издание трудов. Историография

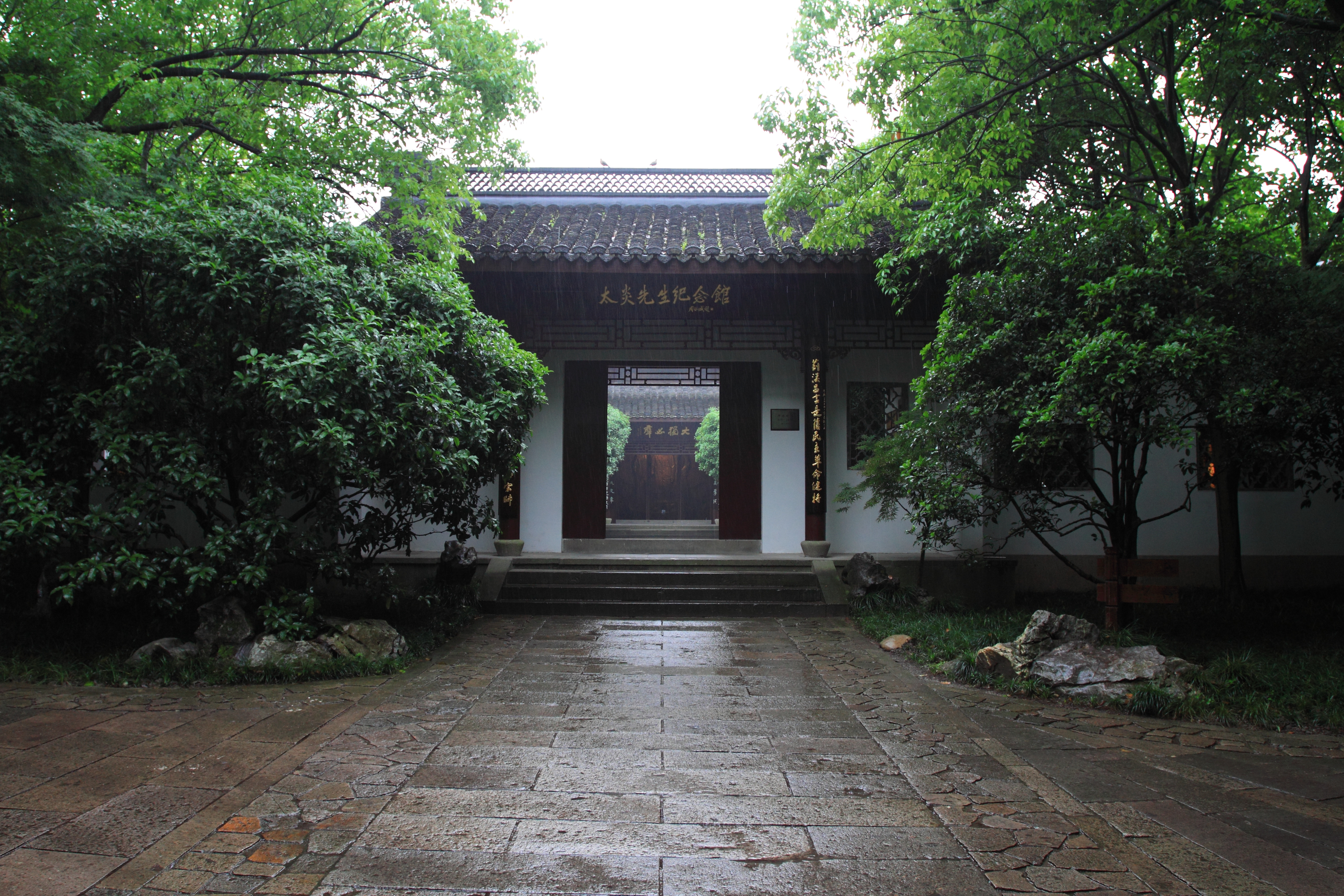
Вход в мемориальный музей Чжан Бинлиня в Ханчжоу. Фото 2012 года

Полностью наследие Чжан Бинлиня (например, его работы в области китайской медицины) до сих пор не выявлено. По самым минимальным подсчётам, общий объём его трудов составляет не менее 4 миллионов иероглифов. При жизни он сам составил и издал четыре собрания своих сочинений, некоторые труды были изданы учениками. Например, в 1921 году было издано «Собрание статей Чжан Тайяня на разговорном языке», написанных им на байхуа. После его кончины труды продолжали издаваться родственниками, так, вдова — Тан Голи — в 1962 году выпустила факсимильное издание 84 писем Чжан Бинлиня, которые он посылал семье из заключения в 1913—1916 годы. В 1986 году правнук Чжан Бинлиня — Чжан Няньчи — опубликовал 30 ранее не публиковавшихся трудов своего прадеда, в основном — статей на научные темы. В 1982 году началось издание полного собрания сочинений Чжан Бинлиня; к 1986 году было опубликовано 6 томов, но издание на этом прервалось.
Автобиографию Чжан Бинлинь начал писать в 1928 году, но не закончил её, доведя изложение только до 1922 года. Она была опубликована Курсами по изучению национальных наук в Сучжоу, с 1957 года регулярно переиздаётся. Китайский исследователь Тан Чжицзюнь в 1979 году составил подробную биографию мыслителя в двух томах, которая также регулярно переиздаётся.
Наследие Чжан Бинлиня пользуется огромной популярностью в Китае. Даже во времена «Культурной революции», когда всё, связанное с традиционной культурой, подвергалось в Китае погрому (например, была осквернена могила Кан Ювэя), Чжан Бинлинь был провозглашён «выдающимся представителем буржуазных революционеров, который систематически выступал против Конфуция и высоко поднял знамя легизма в борьбе против конфуцианства». Для нужд малообразованных хунвейбинов даже издавались переводы избранных статей Чжан Бинлиня на разговорный язык.
В 1980-е годы в Китае было опубликовано 6 монографий, посвящённых наследию Чжан Бинлиня, и огромное количество статей. Западная историография относительно бедна, специально его наследием японские и американские синологи стали заниматься только в 1980-е годы, в 1990 году были опубликованы фундаментальные монографии Кэндзи Симады и К. Лайтинен. В 2011 году вышла монография Вирен Мёрти — наиболее фундаментальная на данный момент. Долгие годы изучением наследия Чжан Бинлиня в СССР занималась Н. М. Калюжная, её монография «Традиция и революция» была подготовлена к изданию ещё в 1990 году, но из-за финансовых проблем вышла в свет пять лет спустя. Переводов на западные языки трудов Чжан Бинлиня (изощрённых стилистически, парадоксальных, иногда — непонятных) почти не существует, за единственным исключением. Н. М. Калюжная подготовила перевод на русский язык 12 статей Чжан Бинлиня, написанных в 1894—1913 годах; богато комментированное издание, снабжённое факсимильным воспроизведением текстов, увидело свет в Москве в 2013 году.

## Комментарии
1. ↑  Официальное имя (цзы, кит. 字) — Мэйшу (кит. трад. 枚叔, пиньинь Méishū). У Чжан Бинлиня было более 20 псевдонимов и прозвищ, включая «Единорог» (кит. трад. 獨角, пиньинь Dújuě), «Рождённый Независимым» (кит. трад. 獨立生, пиньинь Dúlìshēng), «Путешественник на Тайвань» (кит. трад. 台灣旅客, пиньинь Tàiwān lǚkè) и т. д. (Калюжная Н. М. Традиция и революция. — М., 1995. — С. 285).
2. ↑  кит. 英国斯宾塞尔著，曾广铨、章太炎译《斯宾塞尔文集》，上海《昌言报》第1至7本，1898年。
3. ↑  Однако эрудиция и авторитет Чжан Бинлиня были таковы, что коллега Юй Юэ — Сунь Ижан, не менее известный, чем он, — принял Чжана в число своих учеников.
4. ↑  То есть 8 февраля 1902 года.
5. ↑  кит. 日本岸本能武太著、章太炎译《社会学》，上海广智书局，1902年铅印本。
6. ↑  Псевдоним Кан Ювэя кит. трад. 長素, пиньинь Chángsù означает «Первый, не носящий заслуженного титула». Это показывало, что он ставил себя выше Конфуция, носившего титул су ван кит. трад. 素王, пиньинь sùwáng — «Одарённый всеми качествами идеального государя, но не занимающий трона» (Сюн Юэчжи. Чжан Тайянь. — Шанхай, 1982. — С. 20).